# Hybovalgus takasagoensis
Hybovalgus takasagoensis är en skalbaggsart som beskrevs av K. Sawada 1941. Hybovalgus takasagoensis ingår i släktet Hybovalgus och familjen Cetoniidae. Inga underarter finns listade i Catalogue of Life.